# Aulnat
Aulnat é uma comuna francesa na região administrativa de Auvérnia-Ródano-Alpes, no departamento Puy-de-Dôme. Estende-se por uma área de 4,21 km². Em 2010 a comuna tinha 4 112 habitantes (densidade: 976,7 hab./km²).174 hab/km².